# Forever Your Girl
Forever Your Girl è il primo album in studio della cantante statunitense Paula Abdul, pubblicato il 13 giugno 1988 dalla Virgin Records.

## Antefatti
Prima di debuttare come cantante, Paula Abdul si era costruita una notorietà come coreografa per diversi artisti musicali come Janet Jackson e George Michael. Nel 1987 decise di usare i suoi risparmi per realizzare una demo di canto. In poco tempo riuscì a firmare un contratto con la Virgin Records grazie a Jeff Ayeroff. Sebbene fosse un'abile ballerina e coreografa, Abdul era una cantante relativamente inesperta e lavorò con vari coach e produttori discografici per sviluppare le sue capacità vocali.

## Pubblicazione e successo
L'album fu pubblicato il 13 giugno 1988 e raggiunse il primo posto della Billboard 200 il 7 ottobre 1989, 64 settimane dopo il suo debutto in classifica, stabilendo un record per il maggior numero di settimane impiegate da un album prima di raggiungere la vetta. L'album rimase in classifica per oltre due anni, totalizzando dieci settimane al primo posto e venendo premiato con sette dischi di platino dalla RIAA.
Paula Abdul divenne anche la prima artista donna ad avere quattro singoli al primo posto della Billboard Hot 100 con un album di debutto, nell'ordine: Straight Up, Forever Your Girl, Cold Hearted e Opposites Attract.

## Tracce
1. "The Way That You Love Me" (Oliver Leiber) – 5:22
2. "Knocked Out" (Babyface; Daryl Simmons; L.A. Reid) – 3:52
3. "Opposites Attract" (w/The Wild Pair) (Oliver Leiber) – 4:24
4. "State of Attraction" (Glen Ballard; Siedah Garrett) – 4:07
5. "I Need You" (Jesse Johnson; Ta Mara) – 5:01
6. "Forever Your Girl" (Oliver Leiber) – 4:58
7. "Straight Up" (Elliot Wolff) – 4:11
8. "Next To You" (Curtis "Fitz" Williams; K. Stubbs; S. Williams) – 4:26
9. "Cold Hearted" (Elliot Wolff) – 3:51
10. "One or the Other" (Paula Abdul; Curtis "Fitz" Williams; Duncan Pain) – 4:10

## Classifiche

### Classifiche settimanali
| Classifica (1988-90) | Posizione massima |
| -------------------- | ----------------- |
| Australia            | 1                 |
| Canada               | 1                 |
| Francia              | 12                |
| Germania             | 24                |
| Norvegia             | 17                |
| Nuova Zelanda        | 19                |
| Paesi Bassi          | 19                |
| Regno Unito          | 3                 |
| Stati Uniti          | 1                 |
| Stati Uniti (R&B)    | 10                |
| Svezia               | 6                 |
| Svizzera             | 15                |

### Classifiche di fine anno
| Classifica (1989) | Posizione |
| ----------------- | --------- |
| Canada            | 6         |
| Stati Uniti       | 3         |
| Classifica (1990) | Posizione |
| Australia         | 20        |
| Canada            | 9         |
| Stati Uniti       | 6         |

### Classifiche di fine decennio
| Classifica (1990-99) | Posizione |
| -------------------- | --------- |
| Stati Uniti          | 53        |